# Augen auf!
Augen auf! (ted. Apri gli occhi!) è il primo singolo della band tedesca OOMPH!, estratto dal loro ottavo fortunato album Wahrheit oder Pflicht. La copertina ritrae uno screenshot del video, il quale riprende tutti e tre i componenti.

## Tracce[1]
1. Augen auf!
2. Dein Feuer
3. Augen auf! – Freizeichen vs. OOMPH!-Mix

### Limited edition
1. Augen auf!
2. Dein Feuer
3. Burn Your Eyes
4. Eisbär
5. Augen auf! – Freizeichen vs. OOMPH!-Mix

- Augen auf! - video